# Sterol-Δ8/7-Isomerase
Die Sterol-Δ8/7-Isomerase (auch: Emopamil-bindendes Protein (EBP)) ist das Enzym, das innerhalb von Sterolderivaten die Umlagerung der in der 8-Position befindlichen Doppelbindung in die 7-Position katalysiert. Diese Reaktion findet in allen Eukaryoten im Rahmen der Cholesterinbiosynthese statt. Es handelt sich um ein Transmembranprotein, das am endoplasmatischen Reticulum lokalisiert ist. Mutationen im EBP-Gen des Menschen sind die Ursache für einen Typ der Chondrodysplasia punctata, dem so genannten Conradi-Hünermann-Syndrom.

## Katalysierte Reaktion
⇒ 
Zymosterin wird zu 5α-Cholesta-7,24-dien-3β-ol umgelagert.